# Hjalmar Johansen (ginnasta)
Hjalmar Peter Martin Johansen (Copenaghen, 1º novembre 1892 – Copenaghen, 9 dicembre 1979) è stato un ginnasta danese.

## Palmarès

### Olimpiadi
- 1 medaglia:
  - 1 bronzo (Stoccolma 1912 nel concorso libero a squadre)